# Mosquée Pansod
 (décembre 2023).
La mosquée Pansod est un monument historique à Shahrixon, en Ouzbékistan, datant du début du XXe siècle. Elle est située à 27 km de la ville d'Andijan.

## Architecture
La mosquée a un plan rectangulaire (31 x 12 m) et se compose d'une khanqah à quatre colonnes (un logement soufi), d'une cour et d'une longue véranda avec un toit en dôme. Le mur de la khanqah est décoré de panneaux en bois sculpté, et les colonnes sont en bois avec des motifs floraux et des muqarnas (ornements en forme d'alvéoles). La véranda possède une corniche en bois avec un motif en zigzag. Les arches sont placées plus haut que les colonnes. L'extérieur de la mosquée de Pansod est enduit de plâtre, tandis que l'intérieur est recouvert de carreaux émaillés, principalement de couleur bleue et verte. Les murs sont ornés de versets coraniques, de motifs géométriques et de motifs floraux. Le dôme a un fond vert avec des médaillons en forme d'étoile orange. Les arches sont ornées de pendentifs scintillants avec des inscriptions islamiques. La mosquée de Pansod a été construite par des artisans locaux, et les carreaux ont été réalisés par des artisans de Kokand. La mosquée de Pansod est remarquable pour sa décoration unique.

## Histoire
La construction de la mosquée est attribuée à un noble local du nom de Matisa Pansod, qui était respecté par les gens pour sa générosité et sa piété. Matisa Pansod naît à Shahrixon en 1825. Son père, Mirzo Oghaliq, est une personnalité éminente à Kokand et un conseiller proche de Madali Khan. Matisa est un commandant compétent et obtient le titre de Pansod, ce qui signifie « le chef de cinq cents ». Matisa Pansod effectue le pèlerinage du hajj à l'âge de 63 ans. Après son retour de ce voyage, il fait don d'un somme importante d'argent pour construire la mosquée de Pansod, en contribution à l'islam. La mosquée est achevée en 1888. Elle est témoin de nombreux événements de l'histoire de Ferghana. L'insurrection de Shahrixon en 1916 a lieu près de la mosquée. Les élections pour le Comité révolutionnaire (Refkom) en 1919 et le premier congrès fondateur de la RSS d'Ouzbékistan ont lieu dans le bâtiment de la mosquée. Plus tard, la mosquée est négligée et abandonnée en raison de l'influence de l'athéisme. Dans les années 1930, quelqu'un écrit un message sur le mur intérieur de la mosquée, exhortant les gens à ne pas laisser la mosquée être détruite. Une copie de ce message est maintenant exposée au musée de Shahrixon.
La mosquée de Pansod est un site du patrimoine culturel d'importance nationale et bénéficie de la protection de l'État. La mosquée a fait l'objet de travaux de restauration et de reconstruction pendant 10 ans. La salle de prière, la khanqah et la véranda ont été fusionnées. Les dômes anciens et endommagés ont été reconstruits. Un minaret de 21 mètres de hauteur, un portail voûté, une porte et une salle d'ablution ont été ajoutés. La mosquée de Pansod est inscrite sur la liste du patrimoine culturel de l'UNESCO.
Les murs extérieurs de la mosquée de Pansod ne sont pas carrelés, mais ils comportent des inscriptions en bois sculpté dans le style des autres mosquées de la vallée de Ferghana. L'imam et prédicateur de la mosquée est Abdurazzaqov Anvarjon, depuis juin 2023.